# Hoplopleura sciuricola
Hoplopleura sciuricola – gatunek wszy z rodziny Hoplopleuridae, pasożytujący głównie na wiewiórce szarej (Sciurus carolinensis), gryzoniu z rodziny wiewiórkowatych. Występuje również na innych gatunkach z tej rodziny takich jak: wiewiórka alberta (Sciurus aberti), Sciurus arizonensis, Sciurus granatensis, Sciurus ignitus, Sciurus igniventris, Sciurus griseus, Sciurus niger, wiewiórka amazońska (Sciurus spadiceus), wiewiórka czikari (Tamiasciurus douglasii), Sosnowiórka czerwona (Tamiasciurus hudsonicus). Powoduje wszawicę.
Samica wielkości 1,6 mm, samiec mniejszy wielkości 1,2 mm. Wszy te mają ciało silnie spłaszczone grzbietowo-brzusznie. Samica składa jaja zwane gnidami, które są mocowane specjalnym "cementem" u nasady włosa. Rozwój osobniczy trwa po wykluciu się z jaja około 14 dni. Pasożytuje na skórze. Występuje na terenie Ameryki Północnej.